# Captain Scarface
Captain Scarface är en amerikansk spionthriller från 1953 regisserad av Paul Guilfoyle. Filmen, som utspelar sig under kalla kriget, kretsar kring en intrikat plan att smuggla en atombomb in i Panama för att förstöra Panamakanalen. Huvudantagonisten, den mystiska kapten Scarface, leder en besättning av brottslingar och spioner ombord på ett lastfartyg.

## Handling
I handlingen blir en amerikansk forskare kidnappad av en grupp utländska agenter som planerar att ersätta honom med en dubbelgångare för att genomföra sin plan. Filmen bjuder på en mix av spänning, förräderi och action i en klaustrofobisk miljö ombord på fartyget.
Trots en begränsad budget och enkel produktion har Captain Scarface blivit ett exempel på 50-talets paranoida spionfilmer och är idag ihågkommen för sin tidstypiska kalla krigs-stämning.